# Gleichstrom-Datenübertragung mit niedrigem Pegel
Die Technik der Gleichstrom-Datenübertragung mit niedrigem Pegel (GDN) erlaubt eine Datenübertragung auf Teilnehmeranschlussleitungen im Ortsnetz einer Telefonvermittlung.  Eine in der DDR verwendete Bezeichnung war Gerät zur Daten-Nah-Übertragung oder Daten-Nah-Übertragungseinrichtung (DNÜ) Abhängig vom Leitungsquerschnitt können Entfernungen von 10 km bei einer Übertragungsgeschwindigkeit von 4800 bit/s erreicht werden. Voraussetzung ist eine direkte Verbindung mittels Kupferkabel; Verstärker und Regeneratoren sind nicht durchlässig für Gleichstrom.
Die Deutsche Bundespost hatte um 1985 derartige Systeme im Angebot, heute ist diese Übertragungsart veraltet.